# Kuleje (osada leśna)
Kuleje – osada leśna w Polsce, położona w województwie śląskim, w powiecie kłobuckim, w gminie Wręczyca Wielka.
W latach 1975−1998 miejscowość administracyjnie należała do województwa częstochowskiego.